# George Gissing

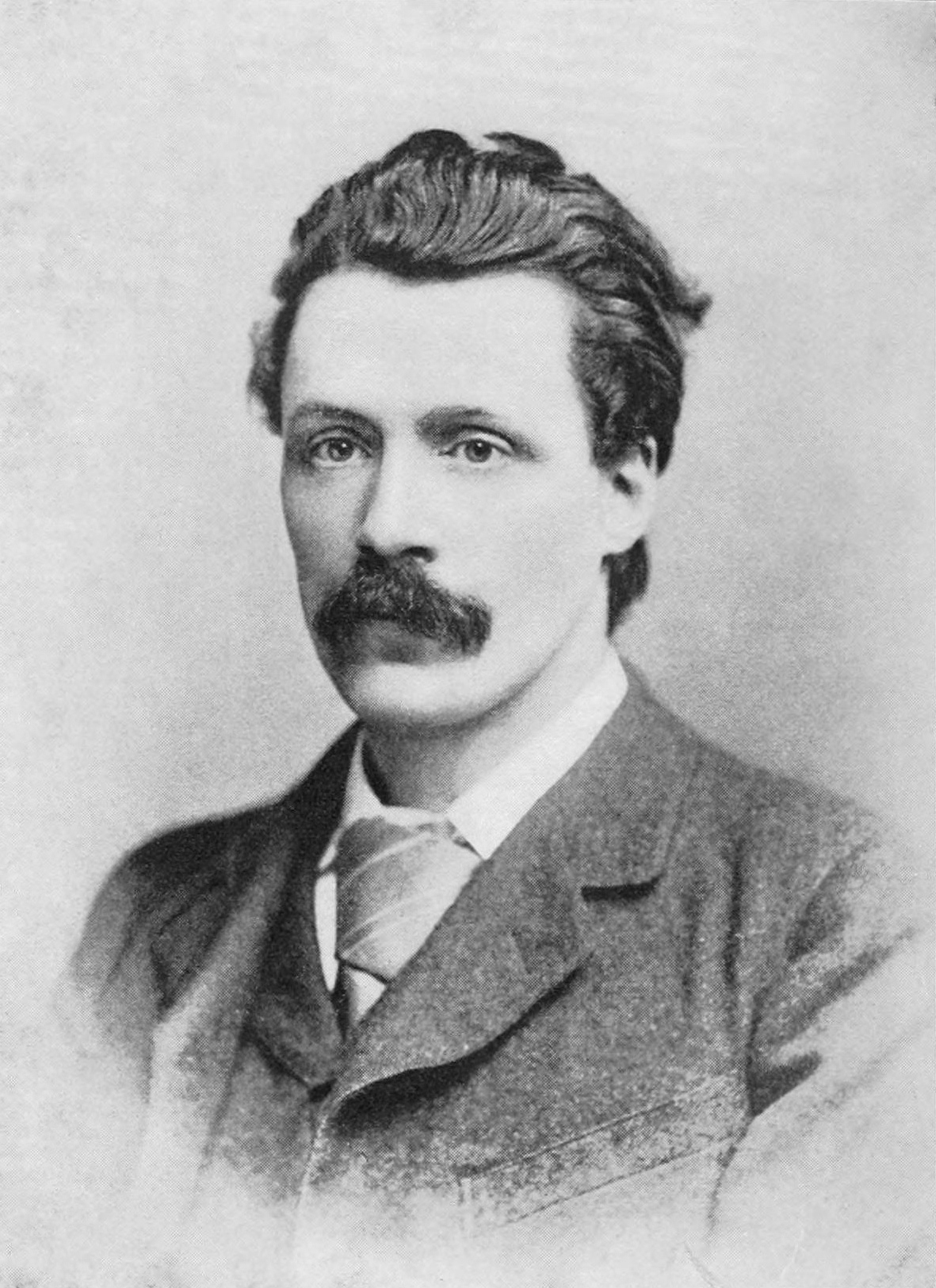
George Robert Gissing.

George Robert Gissing, född 22 november 1857 i Wakefield, Yorkshire, död 28 december 1903 i Ispoure, Pyrénées-Atlantiques, var en brittisk författare.
Gissing var den mest utpräglade naturalisten i brittisk litteratur. Han mottog starka influenser från Émile Zola och från Auguste Comtes filosofi. Som Londonskildrare anknöt han till Charles Dickens, som han beundrade, även om han i sitt författarskap skiljer sig skarpt från denne. Han har inget av Dickens humoristiska botten och är till sin livsåskådning djupt pessimistisk. Hans tidigaste romaner såsom Demos (1886), en studie av socialismens inverkan på arbetarklassen,  och The nether world (1889) med motiv från fattigkvarteren i Clerkenwell i östra London, passerade tämligen obemärkta. Det var först med New Grub street (1891), en skildring av det litterära proletariatet, som Gissing fick sitt genombrott. Därefter följde den delvis självbiografiska Born in exile (1892) och The odd women (1893). Private papers of Henry Ryecroft (1903) innehåller självbiografiskt material och intar med sin blida stämning en särställning i hans produktion. Gissing skrev även ett biografi över Dickens (1898).